# پیدرالابس
پیدرالابس دهستانی در استان آبیلای اسپانیا است.
در این دهستان ۲٬۱۰۰ نفر زندگی می‌کنند. مساحت این دهستان ۵۵٫۰۷ کیلومتر مربع است.